# شیردل (بی‌باک)
«شیردل (بی‌باک)» (انگلیسی: Lionheart (Fearless)) ترانه‌ای از دی‌جی و تهیه‌کنندهٔ انگلیسی جوئل کوری و خواننده و ترانه‌سرا تام گرنان است که در ۲۱ اکتبر ۲۰۲۲ منتشر شد.
هم‌زمان با برگزاری جام جهانی فوتبال ۲۰۲۲، نسخه‌ای از این ترانه با حضور مفسر فوتبال انگلیسی، مارتین تایلر در ۱۸ نوامبر ۲۰۲۲ تحت عنوان «شیردل (بجنب انگلستان)» منتشر شد.

## پیش‌زمینه و انتشار
کوری و گرنان این ترانه را در طول چند نشست استودیویی در اواخر سال ۲۰۲۱ ضبط کردند. کوری در بیانیه‌ای گفت: «این قطعه برای من یک مسیر جدید و تکامل صدای من است. من می‌خواستم یک سرود برای مراحل اصلی جشنواره بسازم و بی‌صبرانه منتظر اجرای آن با تام در سراسر جهان هستم.»
گرنان افزود: «[ترانهٔ] «دل» فراخوانی است برای آغوش‌ها. مردم در حال حاضر در شرایط نامطمئنی زندگی می‌کنند و این ترانه تماماً در مورد یافتن قدرتی است برای به عقب راندن سختی‌ها. امیدوارم به همان اندازه که جوئل و من از ساخت این قطعهٔ جدید لذت بردیم، همهٔ شما نیز از گوش دادن به آن لذت ببرید.»

## فهرست قطعه‌ها
| دانلود دیجیتال | دانلود دیجیتال  | دانلود دیجیتال |
| شماره          | نام             | مدت            |
| -------------- | --------------- | -------------- |
| ۱.             | «شیردل (بی‌باک)» | ۳:۰۶           |

| دانلود دیجیتال | دانلود دیجیتال                                 | دانلود دیجیتال |
| شماره          | نام                                            | مدت            |
| -------------- | ---------------------------------------------- | -------------- |
| ۱.             | «شیردل (بجنب انگلستان)» (به‌همراه مارتین تایلر) | ۳:۱۶           |
| ۲.             | «شیردل (بی‌باک)»                                | ۳:۰۶           |
| مجموع مدت:     | مجموع مدت:                                     | ۶:۲۲           |

## جدول‌های موسیقی
| جدول (۲۰۲۲–۲۰۲۳)                                  | بالاترین جایگاه |
| ------------------------------------------------- | --------------- |
| بلژیک (اولتراتاپ ۵۰ فلاندرز)                      | ۲۰              |
| کرواسی (اچ‌آرتی)                                   | ۳۲              |
| جمهوری چک (رادیو – تاپ ۱۰۰)                       | ۱۴              |
| ایرپلی فرانسه (اس‌ان‌ئی‌پی)                          | ۱۶              |
| مجارستان (رادیوس تاپ ۴۰)                          | ۲۹              |
| ایرلند (ایرما)                                    | ۳۵              |
| ایرپلی لتونی (لایپا)                              | ۷               |
| هلند (۴۰ آهنگ برتر)                               | ۱۵              |
| هلند (۱۰۰ تک‌آهنگ برتر)                            | ۳۵              |
| تک‌آهنگ‌های داغ نیوزیلند (آرام‌ان‌زد)                 | ۲۱              |
| لهستان (۱۰۰ ایرپلی برتر لهستان)                   | ۲               |
| ایرپلی روسیه (تاپ‌هیت)                             | ۱۳              |
| اسلواکی (رادیو – ۱۰۰ آهنگ برتر)                   | ۱۰              |
| تک‌آهنگ‌های بریتانیا (اوسی‌سی)                       | ۱۸              |
| موسیقی رقص بریتانیا (اوسی‌سی)                      | ۵               |
| ترانه‌های داغ رقص/الکترونیک ایالات متحده (بیلبورد) | ۳۵              |

| جدول (۲۰۲۳)           | بالاترین جایگاه |
| --------------------- | --------------- |
| ایرپلی روسیه (تاپ‌هیت) | ۶۱              |

| جدول (۲۰۲۳)           | بالاترین جایگاه |
| --------------------- | --------------- |
| ایرپلی روسیه (تاپ‌هیت) | ۱۵              |

| جدول (۲۰۲۲)              | جایگاه |
| ------------------------ | ------ |
| هلند (۴۰ آهنگ برتر هلند) | ۹۲     |

| جدول (۲۰۲۳)                     | جایگاه |
| ------------------------------- | ------ |
| بلژیک (اولتراتاپ ۵۰ فلاندرز)    | ۶۹     |
| هلند (۴۰ آهنگ برتر هلند)        | ۷۲     |
| لهستان (۱۰۰ ایرپلی برتر لهستان) | ۶۲     |
| ایرپلی روسیه (تاپ‌هیت)           | ۳۶     |

## گواهینامه‌ها
| منطقه                                   | گواهی | واحد گواهی‌شده/فروش |
| --------------------------------------- | ----- | ------------------ |
| لهستان (زدپی‌ای‌وی)                       | طلا   | ۲۵٬۰۰۰             |
| بریتانیا (بی‌پی‌آی)                       | طلا   | ۴۰۰٬۰۰۰            |
| رقم فروش+پخش جاری تنها بر پایهٔ گواهی‌ها. |       |                    |